# Cat Ferguson
Cat Ferguson (Skipton, 27 april 2006) is een Britse wielrenster, die actief is op de weg en in het veld. Sinds augustus 2024 rijdt ze voor Movistar.

## Carrière
In november 2022 werd Ferguson vierde op het Europees kampioenschap veldrijden bij de junioren in Namen. In dat seizoen won ze bij de junioren enkele veldritten in eigen land. In februari 2023 won ze zilver samen met onder andere Zoe Bäckstedt en Anna Kay in de gemengde estafette op het wereldkampioenschap in Hoogerheide.
Op de weg won ze in 2023 de juniorenwedstrijden van de Ronde van Vlaanderen en de Trofeo Alfredo Binda. Op het Brits kampioenschap won ze bij de junioren brons op de weg en goud in de tijdrit. In augustus won ze in het Schotse Glasgow zilver in de wegrit bij de junioren tijdens de wereldkampioenschappen.

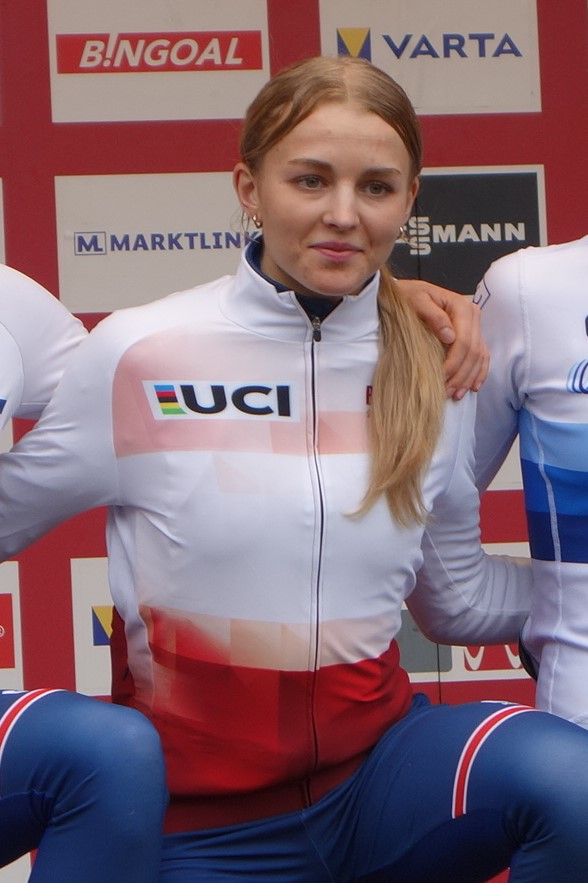
Ferguson won de Scheldecross in 2023

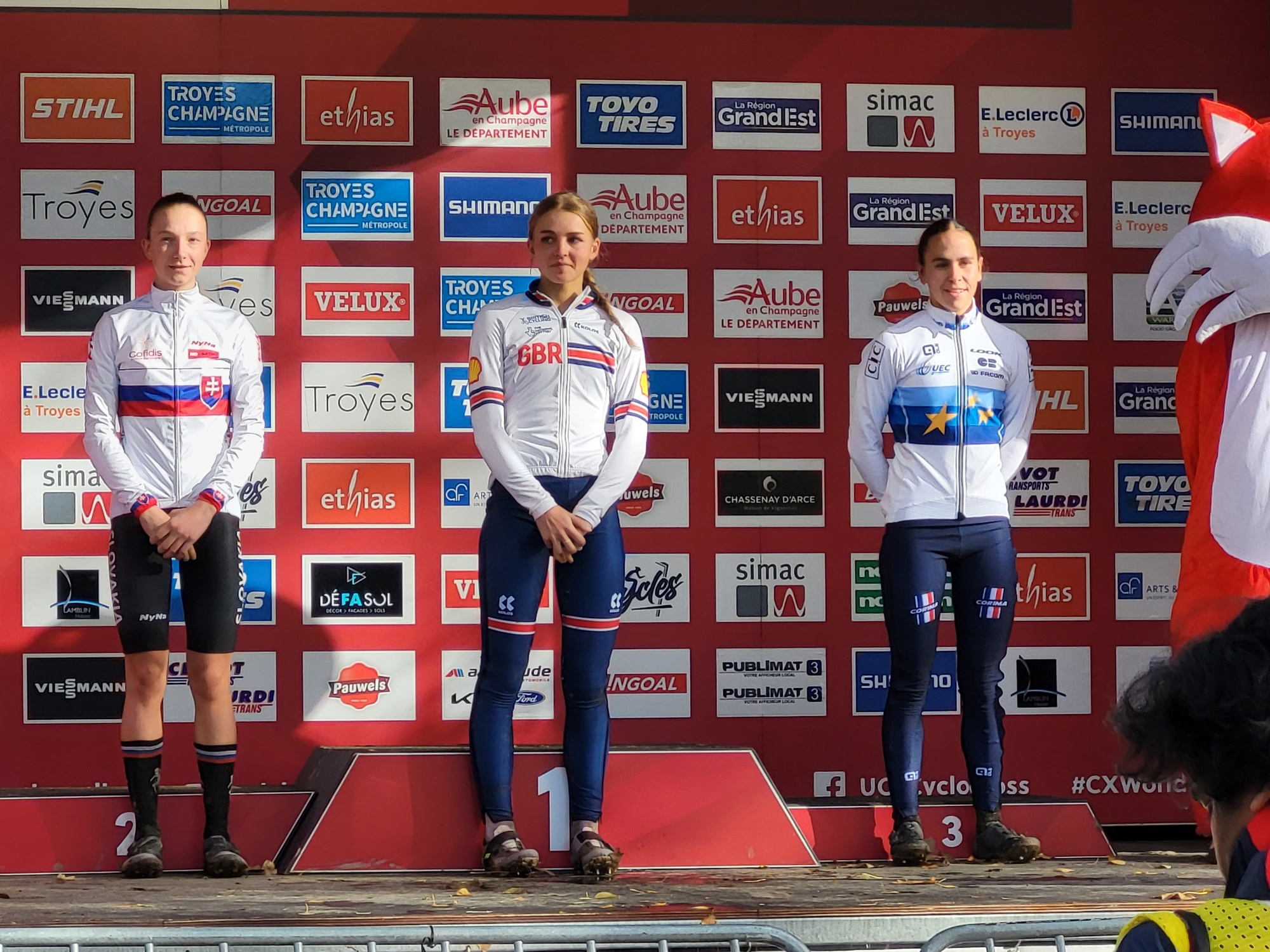
Ze won de wereldbeker in Troyes in 2023

In november 2023 won ze zilver bij zowel de junioren als in de gemengde estafette op de Europese kampioenschappen veldrijden in het Franse Pontchâteau. Van de zes wedstrijden in de wereldbeker won ze er twee (Troyes en Antwerpen) en stond ze nog drie keer op het podium. In de eindstand werd ze tweede achter Célia Gery. In februari 2024 won Ferguson zilver tijdens de Wereldkampioenschappen veldrijden 2024 in de gemengde estafette en bij de junioren, wederom achter de Française Gery.

## Palmares

### Weg
2023 (junior)
Piccolo Trofeo Binda-Valli del Verbano
  Punten- en jongerenklassement Omloop van Borsele
2e etappe Ronde van Gévaudan Occitanie
 Jongerenklassement Ronde van Gévaudan Occitanie
Ronde van Vlaanderen voor junioren
 Brits kampioenschap criterium, elite
 Brits kampioen tijdrijden, junioren
 Brits kampioenschap op de weg, junioren
1e etappe Bizkaikoloreak
 Jongerenklassement Bizkaikoloreak
 Wereldkampioenschap op de weg, junioren
2024 (junior)
The East Cleveland Classic supported by Redcar and Cleveland Council
1e etappe (ITT) Omloop van Borsele
  Eind- en puntenklassement Omloop van Borsele
1e en 2e etappe Ronde van Gévaudan Occitanie
 Eindklassement Ronde van Gévaudan Occitanie
 Brits kampioen op de weg, junioren
1e en 2e etappe Bizkaikoloreak
  Eind- en bergklassement Bizkaikoloreak
 Wereldkampioen tijdrijden, junioren
 Wereldkampioen op de weg, junioren
(elite)
1e etappe Tour de la Semois
Binche-Chimay-Binche
2025
Clásica Féminas de Navarra
3e etappe Ronde van Groot-Brittannië
Punten- en jongerenklassement Ronde van Groot-Brittannië

#### Resultaten in voornaamste wedstrijden
| Jaar | Ronde van Italië | Ronde van Frankrijk | Ronde van Spanje |
| ---- | ---------------- | ------------------- | ---------------- |
| 2025 |                  |                     | 64e              |

| Jaar | Milaan-San Remo | Gent-Wevelgem | Ronde van Vlaanderen | Parijs-Roubaix | Trofeo Alfredo Binda |
| ---- | --------------- | ------------- | -------------------- | -------------- | -------------------- |
| 2025 | 18e             | opgave        | 19e                  | opgave         | ↑                    |

### Veld

##### Resultatentabel
| Seizoen   |          | WK       | EK       | BK       |          | Klassementen | Klassementen | Klassementen | Klassementen | Klassementen |          | UCI- ranking |          | Podia    | Podia    | Podia    | Aantal crossen |
| Seizoen   | WB       | WK       | EK       | BK       | SP       | Trofee       | TOI          | British      | Goud         | Zilver       | Brons    | UCI- ranking |          |          |          |          | Aantal crossen |
| Junioren  | Junioren | Junioren | Junioren | Junioren | Junioren | Junioren     | Junioren     | Junioren     | Junioren     | Junioren     | Junioren | Junioren     | Junioren | Junioren | Junioren | Junioren | Junioren       |
| --------- | -------- | -------- | -------- | -------- | -------- | ------------ | ------------ | ------------ | ------------ | ------------ | -------- | ------------ | -------- | -------- | -------- | -------- | -------------- |
| 2022-2023 |          | 6e       | 4e       | DNF      |          | 14e          | –            | –            | –            | 21e          |          | 64           |          | 3        | –        | –        | 9              |
| 2023-2024 | ↑        | ↑        | ↑        | ↑        | –        | –            | –            | 30e          | 23           | 6            | 4        | 1            | 13       |          |          |          |                |
| Totaal    |          | –        | –        | –        |          | –            | –            | –            | –            | –            | -        | -            |          | 9        | 4        | 1        | 21             |
| Elite     |          |          |          |          |          |              |              |              |              |              |          |              |          |          |          |          |                |
| 2022-2023 |          | –        | –        | –        |          | 65e          | 48e          | 48e          | –            | –            |          | –            |          | –        | –        | –        | 5              |
| 2023-2024 | –        | –        | –        | 64e      | 31e      | –            | –            | –            | –            | –            | –        | –            | 5        |          |          |          |                |
| 2024-2025 |          |          |          | Zilver   |          |              |              |              |              |              |          |              |          |          | 1        |          | 1              |
| Totaal    |          | –        | –        | –        |          | –            | –            | –            | –            | –            | -        | -            |          | -        | 1        | -        | 11             |

##### Podiumplaatsen elite
| Legenda                       |
| ----------------------------- |
| Wereldkampioenschappen        |
| Continentale kampioenschappen |
| Nationale kampioenschappen    |
| Wereldbeker                   |
| Superprestige                 |
| Trofee                        |
| Overige veldritten            |

| Nr.           | Seizoen       | Datum           | Veldrit                                   | Cat.          | Wedstrijdserie                 |               |
| Overwinningen | Overwinningen | Overwinningen   | Overwinningen                             | Overwinningen | Overwinningen                  | Overwinningen |
| 2e plaatsen   | 2e plaatsen   | 2e plaatsen     | 2e plaatsen                               | 2e plaatsen   | 2e plaatsen                    | 2e plaatsen   |
| ------------- | ------------- | --------------- | ----------------------------------------- | ------------- | ------------------------------ | ------------- |
| 1.            | 2024-2025     | 12 januari 2025 | Brits Kampioenschap Veldrijden, Gravesend | CN            | Brits Kampioenschap Veldrijden | [ 8 ]         |
| 3e plaatsen   |               |                 |                                           |               |                                |               |

#### Junior
2022-2023
 Wereldkampioenschap gemengde estafette
2023-2024
Brits kampioene
Wereldbeker Troyes
Wereldbeker Antwerpen
2e in eindklassement Wereldbeker
 Wereldkampioenschap junior
 Wereldkampioenschap gemengde estafette
 Europees kampioenschap junior
 Europees kampioenschap gemengde estafette

## Ploegen
- 2024 –  Movistar Team (als stagiair per 01/08)
- 2025 –  Movistar Team

Baril · Biannic · Bjerg · Erić · Ferguson (stage vanaf 1/8) · Gutiérrez · Lippert · Mackaij · Martín · Meijering · Patiño · La. Ruiz · Lu. Ruiz · Sierra · Steels
Baril · Biannic · Erić · Ferguson · Gutiérrez · Lippert · Lloyd · Mackaij · Magalhães · Martín · Meijering · Ostiz (stage vanaf 1/8) · Patiño · La. Ruiz · Lu. Ruiz · Reusser · Sierra · Steels